# Russelia purpusii
Russelia purpusii är en grobladsväxtart som beskrevs av T, S. Brandegee. Russelia purpusii ingår i släktet Russelia och familjen grobladsväxter. Inga underarter finns listade i Catalogue of Life.